# Mogyorósi-Klencs János
Mogyorósi-Klencs János  (Debrecen, 1922. március 31. – Budapest, 1997. július 22.) magyar 2. helyezett olimpikon tornász.

## Sportegyesület
A Debreceni Torna Egylet (DTE) volt az első egyesülete, ahol Aradi Gyula volt az edzője.
Testnevelési Főiskola SE (TFSE), a Debreceni Postás Sportegyesület (Debreceni PSE), majd 1950-től az Újpesti TE tornaszakosztály sportolójaként járta a versenyeket. Lóugrásban és műszabadgyakorlatban ért el sikereket. Az 1949-ben a Budapesten rendezett főiskolai világbajnokságon lóugrásban és műszabadgyakorlatban aranyérmes, összetett csapatban (Baranyai István, Baranyai László, Kemény Ferenc, Kocsis Károly, Mező Béla, Mogyorósi-Klencs János, Réthy Sándor, Tóth Károly) ezüstérmes. Nyolcszor volt magyar bajnok.

### Olimpiai játékok
1948. évi nyári olimpiai játékok torna, egyéniben a talajtorna sportágában a 2. helyen (38,40) végzett. Lóugrásban hármas holtversenyben (Pataki Ferenc, Leo Sotorník Csehszlovákia) a 3. helyet (38,50) szerezte meg. Összetett csapatban Baranyai László, Fekete József, Mogyorósi-Klencs János, Mogyoróssy Győző, Pataki Ferenc, Sántha Lajos, Tóth Lajos, Várkői Ferenc a 3. helyen (1330,85) végeztek.
1952. évi nyári olimpiai játékok torna, egyéniben a lóugrás sportágában a 9., összetett csapatban a 6. helyen végzett.

## Szakmai sikerek
Neve bekerült Debrecen sporttörténetébe, a mai tornászok példaképévé vált. A magyar és a nemzetközi tornasportban elért kimagasló eredményei elismeréseként a Magyar Torna Szövetség (MTSZ) posztumusz a halhatatlanok sorába fogadta.

## Külső hivatkozások
- Mogyorósi-Klencs János. haon.hu. [2015. november 22-i dátummal az eredetiből archiválva]. (Hozzáférés: 2015. október 7.)
- Mogyorósi-Klencs János. mixonline.hu. [2015. szeptember 27-i dátummal az eredetiből archiválva]. (Hozzáférés: 2015. szeptember 7.)
- Mogyorósi-Klencs János. mefs.hu. [2015. november 22-i dátummal az eredetiből archiválva]. (Hozzáférés: 2015. október 7.)